# Søren Colding
Søren Colding (Frederiksberg, 2 september 1972) is een voormalig voetballer uit Denemarken, die speelde als verdediger. Hij beëindigde zijn loopbaan in 2006 bij de Duitse club VfL Bochum.

## Clubcarrière
Colding begon zijn profloopbaan bij BK Frem, om in 1993 over te stappen naar Brøndby IF. Met die club won hij driemaal de Deense landstitel. Daarna vertrok hij naar het buitenland en speelde hij voor het Duitse VfL Bochum.

## Interlandcarrière
Colding speelde in totaal 27 officiële interlands voor Denemarken. Onder leiding van de Zweedse bondscoach Bo Johansson maakte hij zijn debuut op 9 november 1996 in de vriendschappelijke wedstrijd tegen Frankrijk (1-0) in Kopenhagen. Hij viel in dat duel na 41 minuten in voor Jacob Laursen. Colding nam met zijn vaderland deel aan het WK voetbal 1998 en het EK voetbal 2000.

## Erelijst
Brøndby IF
- Deens landskampioen

1996, 1997, 1998
- Deense beker

1994, 1998